# Lajos Láng

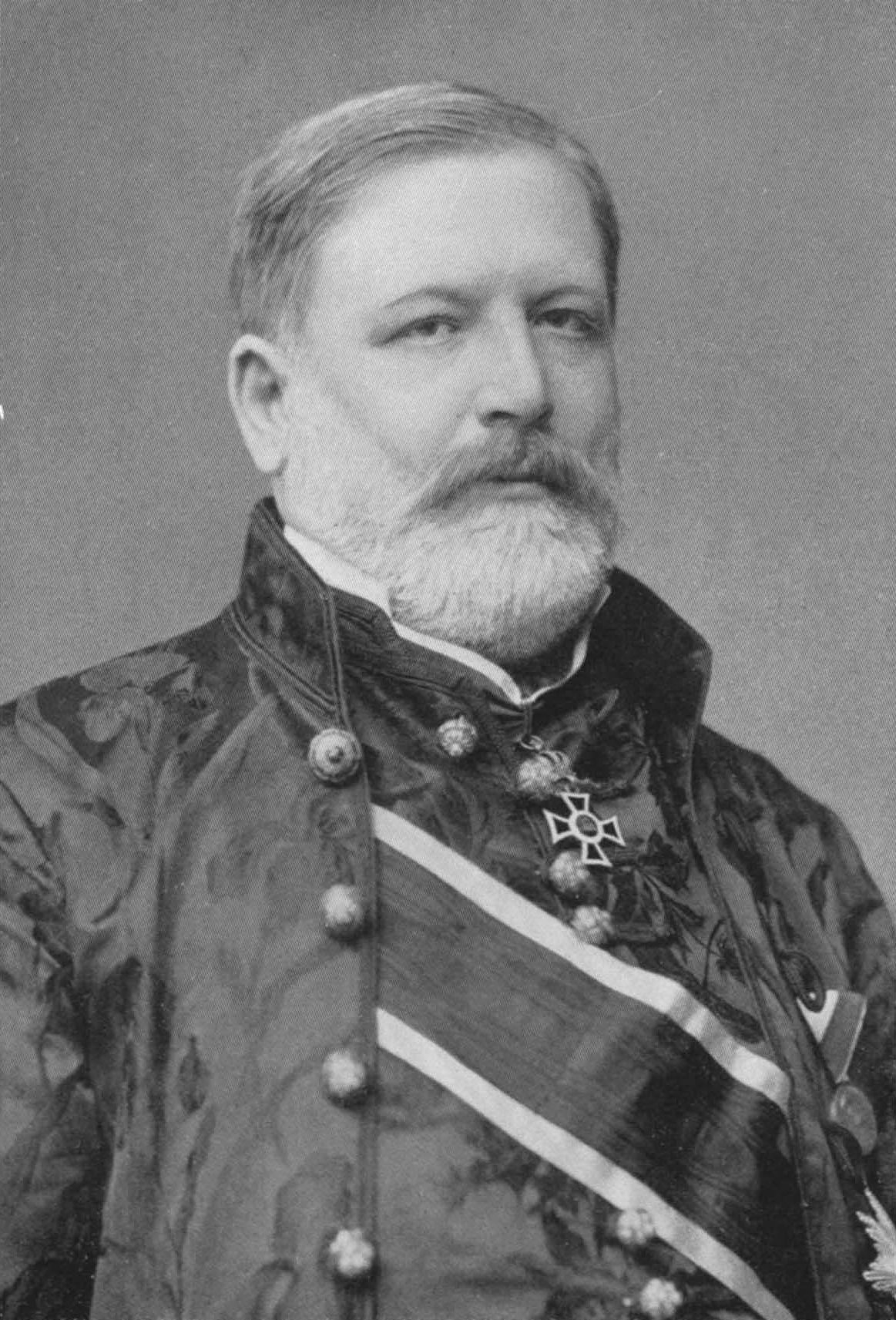
Lajos Láng

Baron Lajos Láng (Pest, 13 oktober 1849 - Boedapest, 28 maart 1918) was een Hongaars statisticus, econoom en politicus. 

## Biografie
Láng ging naar het gymnasium in Pest en studeerde nadien aan de universiteiten van Pest en Berlijn. Nadat hij in 1876 zijn doctoraat in de rechten had behaald, begon hij in 1877 te werken als journalist en hoogleraar. In 1905 werd hij uiteindelijk rector van de Universiteit van Boedapest. Hij was lid van het Huis van Afgevaardigden van 1878 tot 1918. In 1902 werd hij minister van Handel in de regering-Széll, een functie die hij ook in de regering-Khuen-Héderváry I uitoefende. Hij ontving de titel van baron in 1911. Hij was lid van de Hongaarse Academie van Wetenschappen en hield zich vooral bezig met statistiek en begroting.